# Santa Bárbara de Samaná
Santa Bárbara de Samaná ou plus simplement Samaná est une ville de République dominicaine située sur la péninsule de Samaná, sur la côte nord de la baie de Samaná. Elle est la capitale de la province de Samaná. Sa population est de 51 501 habitants (10 692 en zone urbaine et 40 809 en zone rurale).

## Personnalités
- Théodore Chassériau, peintre célèbre est né à El Limón de Samaná en 1819
- Hanley Ramírez, joueur de baseball né à Samaná
- Fernando Rodney, joueur de baseball né à Samaná